# Eristalinus sepulchralis
Eristalinus sepulchralis је инсект из реда двокрилаца  који припада породици осоликих мува. 

## Распрострањење
E. sepulchralis широко распрострањена врста осолике муве у Европи, а дистрибуција врсте се протеже до Јапана. У Србији је ова врста присутна, али чешће у нижим пределима. Насељава подручја поред стајаћих вода богатих органском материјом, а на приморским местима поред мора.

## Опис
Ово је сјајно црна мува са бронзаном ивицом и обично има бледе торакалне пруге. Ларва ове врсте је "дугорепа", воденог типа, јавља се у трулој вегетацији око бара и мочвара, посебно када је обогаћена животињском балегом. Може да се размножава и у загађеним условима.. Одрасле јединке се често могу видети како слећу на блато или вегетацију у близини воде, а могу се наћи и како посећују широк спектар цвећа. Презимљавају у стадијуму имага. Активност је од марта до октобра месеца.

## Синоними
- Eristalinus ater (Harris, 1776)
- Eristalinus melanius (Harris, 1776)
- Eristalinus riki Violovich, 1957
- Eristalinus sepulcralis (Linnaeus, 1758)
- Eristalis impunctata Strobl, 1910
- Eristalis miki Mutin & Barkalov, 1999
- Eristalis sepulchralis (Linnaeus, 1758)
- Musca ater Harris, 1778
- Musca melanius Harris, 1778
- Musca sepulchralis Linnaeus, 1758
- Syrphus tristis Fabricius, 1794